# Citharus linguatula

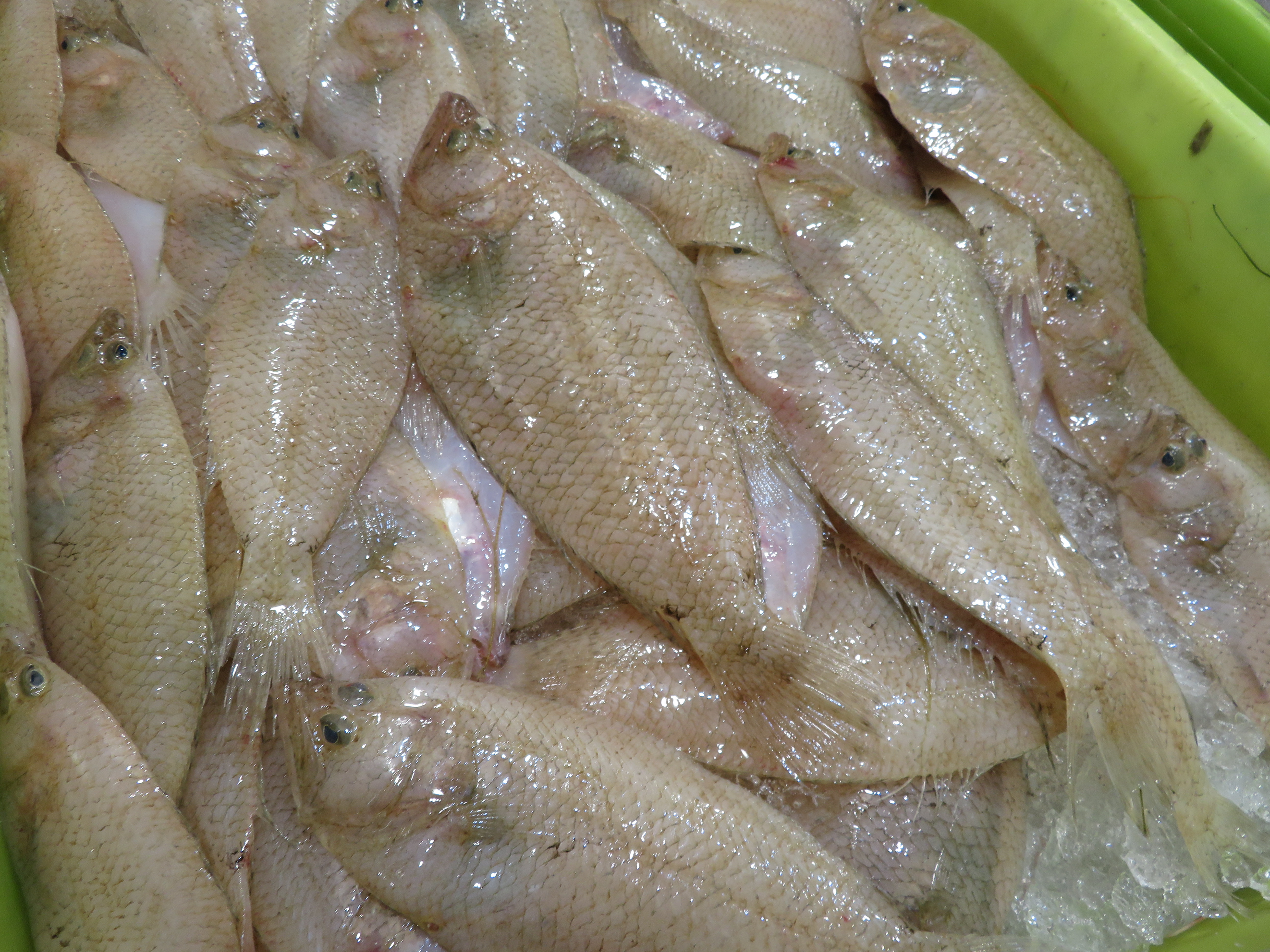
Citharus linguatula

La pelua o solleta (Citharus linguatula), también conocida en ciertas regiones de España como palaya, es una especie de pez pleuronectiforme de la familia Citharidae y único  miembro del género monotípico Citharus.
Habita en el este del océano Atlántico (norte de África) y el mar Mediterráneo a una profundidad de 300 m. Con un largo total de 30 cm, es de importancia menor en la pesca comercial local.